# Economia domestica (serie televisiva)
Economia domestica (Home Economics) è una serie televisiva statunitense creata a Michael Colton e John Aboud andata in onda su ABC dal 27 aprile 2021.

## Trama
Tre fratelli adulti si ritrovano a vivere con livelli  di sicurezza finanziaria molto diversi l'uno dall'altro.

## Episodi
| Stagione         | Episodi | Prima TV originale | Prima TV italiana |
| ---------------- | ------- | ------------------ | ----------------- |
| Prima stagione   | 7       | 2021               |                   |
| Seconda stagione | 22      | 2021-2022          |                   |
| Terza stagione   | 13      | 2023               |                   |